# 1791 Patsayev
Az 1791 Patsayev (ideiglenes jelöléssel 1967 RE) a Naprendszer kisbolygóövében található aszteroida. Tamara Szmirnova fedezte fel 1967. szeptember 4-én. Nevét a hősi halált halt Viktor Pacajev szovjet űrhajósról kapta.